# Korupcija i zarobljavanje države u telekomunikacijskom sektoru u tranzicijskim državama
 Korupcija i zarobljavanje države u telekomunikacijskom sektoru u tranzicijskim državama 

## Definicije

### Korupcija
Korupcija je zloupotreba društvene i/ili gospodarske moći i/ili državne vlasti i/ili javnih ovlaštenja radi ostvarivanja privatnih interesa.

### Politička korupcija
Politička korupcija je zloupotreba državne vlasti i/ili javnih ovlaštenja radi ostvarivanja privatnih interesa.

### Visoka korupcija (engl. Grand Corruption)
Visoka korupcija je zloupotreba najviše razine državne vlasti i/ili javnih ovlaštenja na štetu većine, a u korist nekolicine. Uzrokuje tešku i široko rasprostranjenu štetu pojedincima i društvu u cjelini.

### Koruptivna kaznena djela
Koruptivne aktivnosti obično uključuju činjenje tipičnih koruptivnih kaznenih djela: davanje i primanje mita, pronevjeru, prevaru, prevaru u gospodarskom poslovanju, iznudu, trgovanje utjecajem, zloupotrebu položaja i ovlaštenja.

### Zarobljavanje države (engl. State Capture)
Zarobljavanje države je oblik sistematske političke korupcije u kojoj privatni interesi značajno utječu na procese donošenja odluka od strane država (utjecanje na donošenje pravnih propisnika, pravila, politika), radi ostvarivanja vlastite koristi. Prvi je puta izraz „zarobljavanje države“ upotrijebljen od strane Svjetske Banke oko 2000. godine, radi opisivanja stanja u nekim bivšim sovjetskim srednjoazijskim tranzicijskim zemljama. Odnosio se na slučajeve u kojima su male korumpirane skupine koristile svoj utjecaj na državne službenike i proces donošenja odluka od strane vlasti radi jačanja vlastitog gospodarskog položaja. Članovi tih skupina kasnije su postali poznati kao oligarsi.
Zarobljavanje države je protupravan ili (njima nepripadajući) utjecaj elita na uobličavanje državnih propisnika, politika i regulacija. U svojoj biti ono je očitovanje visoke korupcije (engl. Grand Corruption).

## Društvene i gospodarske posljedice korupcije
Korupcija predstavlja prijetnju stabilnosti i sigurnosti društava, potkopava društvene institucije i demokratske vrijednosti i ugrožava održivi razvitak i vladavinu prava.
Korupcija je usko povezana s drugim oblicima kriminaliteta, uključujući i međunarodni organizirani kriminal. 
Korupcija nagriza povjerenje u vlast, potkopava društveni ugovor, prepreka je ulaganju, s negativnim učinkom na zaposlenost i gospodarski rast.
Korupcija je i uzrok i posljedica oružanih sukoba. Društvena nestabilnost povezana s oružanim sukobima osobito pogoduje rastu koruptivnih aktivnosti. Korupcija je također usko vezana s aktivnostima koje prate oružane sukobe kao što su: krijumčarenje oružja, droge, ljudi i terorističke aktivnosti.

Prema procjenama Svjetskog ekonomskog foruma (World Economic Forum) iz 2018. godine, globalni trošak korupcije iznosi najmanje 2600 milijarda US$ odnosno 5 % globalnog GDP.

## Područja korupcije
Područja osobito pogođena koruptivnim aktivnostima su nerazvijene zemlje, zemlje u razvoju, zemlje u tranziciji između komunističke diktature u demokratski poredak, zemlje u ratu, osobito nakon prestanka sukoba.

## Korporativni kriminal (kriminal „bijelih ovratnika“)
„Korporativni kriminal je protupravna ili društveno štetna društvena aktivnost koja je zajednički rezultat međudjelovanja između poslovne korporacije i državne organizacije uključenih u zajednički pothvat. Uobičajeno korporativna kaznena djela uključuju aktivno sudjelovanje dvije ili više organizacija, od kojih je barem jedna državna i barem jedna privatna.“ Radi se o odnosu između poslovnih i državnih organizacija koji rezultira štetnim učincima za društvo i gospodarstvo neke zemlje. Korporativna kaznena djela mogu se počiniti aktivnim postupanjem ili nečinjenjem, propuštanjem postupanja.

## Vrste korporativnih kaznenih djela
Korporativna kaznena djela mogu se podijeliti u dva oblika: 
- od državne vlasti inicirana ili od državne vlasti omogućena.
- Od državne vlasti inicirana korporativna kaznena djela se počine kada se korporacije angažirane od strane državne vlasti upuste u kriminal na poticaj te vlasti.
- Od državne vlasti omogućena korporativna kaznena djela mogu se definirati kao posljedica neuspjeha državnih regulatornih tijela da obuzdaju delinkventne poslovne aktivnosti korporacija, bilo zbog izravne protupravne suradnje između državnih organizacija i tijela i korporacija, bilo zbog toga što je njihovo djelovanje usmjereno istoj obostrano dijeljenoj svrsi.[11]

Treba naglasiti da su korporacije, osobito velike međunarodne korporacije, koje raspolažu ogromnim financijskim sredstvima, glavni inicijatori i počinitelji korporativnih kaznenih djela. Od države omogućeni korporativni kriminal mnogo je opasniji, osobito u slučajevima političke korupcije. Kod političke korupcije, kada se državni službenici, imenovani ili izabrani državni dužnosnici upuštaju u počinjenje korporativnih kaznenih djela, njihov je cilj gotovo isključivo, a uvijek primarno osobna korist, premda se ponekad može dogoditi postizanje neke koristi za državu, kada je kriminalna aktivnost uzajamno kompatibilna s obje koristi.

## Zloupotreba ekonomske moći
Zloupotreba ekonomske moći je kazneno djelo ako ima negativan učinak na osobnu slobodu velikog broja pojedinaca i ako uništava društveni sustav koji služi svrsi zaštite osobnih sloboda.

## Gospodarski i financijski kriminal
Financijski kriminal ne samo što akumulira kapital iz protupravnih izvora, nego i remeti ekonomski poredak, sprečava razvitak, doprinosi degradaciji društvenih normi, povećava ekonomsku nejednakost, uzrokuje kaos i nered u društvu.
Gospodarski kriminal može biti počinjen ne samo protiv države i javnog interesa, nego često i protiv interesa drugih privatnih poslovnih subjekata i protiv interesa pojedinaca.
„Kaznena djela protiv ekonomskog poretka izobličuju i čak uništavaju uobičajene mehanizme gospodarstva i tržišta“.

## Klauzule o stabilnosti
Klauzule o stabilnosti su odredbe ugovora o investiranju u tranzicijskim zemljama, koje reguliraju rizik zakonodavnih – regulatornih promjena za investitore, radi osiguranja zaštite interesa investitora.  
One su sredstva alociranja rizika usmjerena na povećanje predvidivosti regulatornog okruženja u kojem će investitor djelovati i osobito na ublažavanje rizika za investitora od budućih fiskalnih pravila. 
Klauzule o stabilnosti efektuiraju i diskriminaciju domaćih investitora, jer za njih važe pravna pravila od čijih promjena one štite inozemnog investitora. 
Vrste klauzula o stabilnosti

1. Klauzula o zamrzavanju
Zamrzavanje fiskalnog i nefiskalnog zakonodavstva u odnosu na investiciju za vrijeme njezinog trajanja.

2. Klauzula o ekonomskoj ravnoteži

Nadoknada štete ili izmjena ugovora radi nadoknade investitoru zbog zakonodavnih promjena.

3. Hibridna klauzula
Nadoknada štete ili izmjena ugovora radi nadoknade investitoru ili izuzimanje investitora odnosno investicije od važenja izmjena zakona.

Klauzula o ekonomskoj ravnoteži – podvrste

1. Izmjena zakona će obvezivati investitora ali država će ga obeštetiti za njegovo poštovanje zakonske izmjene.

2. U slučaju zakonske izmjene investitoru je dopušteno da s državom otvori pregovore o izmjeni izvornih klauzula o alokaciji rizika, s obzirom na tu izmjenu.

U državama članicama OECD (Organisation for Economic Co-operation and Development) klauzule o stabilnosti ograničavaju zaštitu investitora od primjene izmjena zakonskih pravila na one koje su arbitrarne ili diskriminirajuće.

U državama koje nisu članice OECD nema tih ograničenja, već klauzule o stabilnosti ili sprečavaju primjenu novih pravila odnosno izmjena zakona ili predviđaju nadoknadu investitoru bez obzira jesu li nova pravila arbitrarna ili diskriminirajuća.
Klauzule o stabilnosti mogu ograničiti suvereno zakonodavno pravo države.

## Korupcija i zarobljavanje države u telekomunikacijskom sektoru u tranzicijskim državama bivšeg Sovjetskog Saveza i jugoistočne Europe

### Srednja Azija – Uzbekistan
Do 2004. godine brzorastuća švedska telekomunikacijska kompanija TeliaSonera, korporacija nastala spajanjem švedskog telekoma Telia i finskog Sonera, postala je vodeći pružatelj telekomunikacijskih usluga na tržištu skandinavskih zemalja. Tražeći nove prilike za investiranje počela je ispitivati mogućnosti na području bivših zemalja Sovjetskog Saveza.
2007. godine TeliaSonera je objavila da je dobila koncesiju za korištenje 3G mreže i pružanje mobilnih telekomunikacijskih usluga u Uzbekistanu.
2012. godine švedska javna televizija Swedish Public Service Television (SVT) objavila je da je 2007. godine, TeliaSonera, za 3G dozvole i korištenje mobilnih frekvencija u Uzbekistanu, uplatila 320 milijuna US$ na račun Takilant Ltd., kompanije registrirane na Gibraltaru, te da je kompanija Takilant povezana s Gulnarom Karimovom, kćerkom uzbekistanskog predsjednika Islama Karimova. TeliaSonera je priopćila da su objavljeni navodi neutemeljeni.
Nakon objave dodatnih navoda o povezanosti TeliaSonere i kćeri uzbekistanskog predsjednika, 2013. godine su vlasti u Sjedinjenim Američkim Državama i Nizozemskoj započele istraživati slučaj. 
Istraga američkog Ministarstva pravosuđa i U.S. Securities and Exchange Commission (SEC)
je tijekom 2014. godine osim aktivnosti švedske kompanije TeliaSonera AB zahvatila i poslovanje telekomunikacijskih kompanija Vimpelcom Ltd., sa sjedištem in Amsterdamu i ruske kompanije Mobile TeleSystems PJSC. Navedene tri korporacije navodno su uplatile stotine milijuna američkih dolara na račune kompanija pod kontrolom Gulnare Karimove.
U kolovozu 2015. godine objavljeno je da su tužitelji iz Sjedinjenih Američkih Država zatražili od vlasti Irske, Belgije, Luxembourga, Švedske i Švicarske da blokiraju imovinu u vrijednosti od oko 1 milijarde US$ zbog koruptivnih aktivnosti za koje su sumnjičili tri navedene telekomunikacijske korporacije i Gulnaru Karimovu. 
U rujnu 2018. godine u Švedskoj je započelo suđenje trima bivšim direktorima TeliaSonera AB. Među njima i bivšem predsjedniku uprave kompanije Larsu Nybergu. Optuženi su godinu dana ranije da su, da bi dobili koncesiju za korištenje 3G mobilne mreže u Uzbekistanu, kćeri uzbekistanskog predsjednika Gulnari Karimovoj, dali mito u iznosu od 350 milijuna US$.
15. veljače 2019. Okružni sud u Stockholmu je donio oslobađajuću presudu. Razlog za oslobađanje optuženih od krivnje bio je neuspjeh tužitelja da dokažu da je Gulnara Karimova bila na službenom položaju vezanom uz telekomunikacijski sektor.
2017. godine TeliaSonera AB je postigla nagodbu kojom se obvezala platiti 1 milijardu US$ u zamjenu za obustavu protukoruptivne istrage protiv nje.  
Iste godine, Vimpelcom Ltd. je postigao nagodbu kojom je pristao platiti 795 US$ za prestanak istraga vlasti SAD i Nizozemske.
2014. BBC je objavio da je Gulnara Karimova u kućnom pritvoru u Uzbekistanu.
2016. godine Ministarstvo pravosuđa SAD (U.S. Department of Justice – DOJ) zaplijenilo je, u okviru akcije Kleptocracy Asset Recovery Initiative (KARI) 850 milijuna US$ stečenih putem koruptivnih poslova povezanih s Gulnarom Karimovom.  
Iste je godine umro uzbekistanski predsjednik Islam Karimov.
2017. godine ured uzbekistanskog državnog odvjetnika objavio je da je Gulnara Karimova temeljem sudske presude u zatvoru od 2015. godine; da se protiv nje provode dodatne istrage zbog novih optužbi, te da je bila pripadnica organiziranog zločinačkog udruženja koje je nadziralo imovinu vrijednu više od 1,3 milijarde US$ u 12 zemalja.  Optužena je i da je stekla imovinu vrijednu 595 milijuna US$ i primila mito u iznosu od 869 milijuna US$. Iste je godine Gulnara Karimova osuđena na 10 godina zatvora zbog prevare i pranja novca. 2018. godine zatvorska kazna joj je zamijenjena petogodišnjim kućnim pritvorom.

### Jugoistočna Europa -  Crna Gora i Makedonija
U prosincu 2011. U.S. Securities and Exchange Commission (SEC) optužila je je Magyar Telekom i njegovog vlasnika Deutsche Telekom da su podmitili državne dužnosnike u Crnoj Gori i Makedoniji radi stjecanja vlasništva i isključivanja konkurencije u telekomunikacijskoj industriji.
SEC je optužila tri viša službenika Magyar Telekoma da su 2005. i 2006. godine osmislili, odobrili i proveli podmićivanje makedonskih državnih dužnosnika kako bi spriječili uvođenje novoga konkurenta i stekli nove regulatorne povlastice na telekomunikacijskom tržištu u Makedoniji. Konačni cilj koruptivnog djelovanja u Makedoniji bio sprečavanje izmjena zakona koje bi mogle ugroziti tržišno vodstvo kompanije Makedonske Telekomunikacije AD Skopje (MakTel), koja je bila u vlasništvu Magyar Telekoma. 
Početkom 2005. godine makedonski je parlament donio Zakon o elektroničkim komunikacijama kojim je liberalizirano makedonsko tržište telekomunikacija. Službenici Magyar Telekoma su se, koristeći usluge grčkih posrednika, tajno sastali s predstavnicima makedonske koalicijske vlade, priopćili im da davanje koncesije za obavljanje telekomunikacijskih mobilnih usluga u Makedoniji trećem njihovom pružatelju nije prihvatljivo, te s njima sklopili tajni protokol o suradnji koji je trebao spriječiti uvođenje trećeg pružatelja mobilnih usluga na makedonsko telekomunikacijsko tržište.
U Crnoj su Gori, od strane istih službenika Magyar Telekoma, 2005. godine, državni dužnosnici podmićeni kako bi se osigurala suradnja crnogorske vlade u omogućavanju Magyar Telekomu da stekne manjinski dio udjela crnogorske kompanije Telekom Crne Gore. Zahvaljujući toj suradnji Magyar Telekom je uspio postići punu kontrolu nad Telekomom Crne Gore, njegovom infrastrukturom i imovinom. 
Makedonski su dužnosnici primili mito u iznosu od otprilike 6 milijuna US$, a crnogorski u iznosu od aproksimativno 9 milijuna US$. 
Mito je isplaćen temeljem fiktivnih konzultantskih i marketinških ugovora.
U veljači 2017. godine tri optužena službenika Magyar Telekoma te korporacije Magyar i Deutsche Telekom postigli su nagodbu sa SEC.  
Tri su se optužena službenika Magyar Telekoma nagodila da plate kazne u iznosu od 60 000, 150 000 i 250 000 američkih dolara, a kazneni postupak protiv njih je obustavljen. Dvojica od njih su nagodbom prihvatila i zabranu obavljanja dužnosti službenika ili direktora bilo koje kompanije registrirane kod SEC. Nagodbom stranaka u tom postupku utvrđeno je da optuženi nisu „ni priznali, niti zanijekali“ optužbe.
Magyar Telekom je pristao platiti iznos od 31,2 milijuna američkih dolara na ime protupravno stečene dobiti i globu u iznosu od 56,9 milijuna US$. Deutsche Telekom se nagodio da plati kaznu u iznosu od 4,36 milijuna američkih dolara.
U koruptivne aktivnosti u telekomunikacijskom sektoru u Makedoniji i Crnoj Gori nisu bili uključeni samo državni dužnosnici, nego i posrednici i članovi obitelji državnih dužnosnika. Do danas nitko od makedonskih i crnogorskih državnih službenika nije osuđen zbog koruptivnih aktivnosti u telekomunikacijskom sektoru, a njemački su tužitelji prekinuli istragu i odbacili optužbe protiv CEO Deutsche Telekoma g. Obermanna.
2010. godine kompanija Deutsche Telekom AG je odlučila delistirati se s njujorške burze vrijednosnih papira - New York Stock Exchange (NYSE) i izbrisati se iz registra Securities and Exchange Commission (SEC) i time prekinuti svoju obvezu izvješćivanja SEC o svojim svojem stanju i aktivnostima. Kao razlog za takvu odluku kompanija je navela smanjivanje složenosti financijskog izvješćivanja i smanjivanje administrativnih troškova.